# Peperomia rugatifolia
Peperomia rugatifolia är en pepparväxtart som beskrevs av William Trelease. Peperomia rugatifolia ingår i släktet peperomior, och familjen pepparväxter. Utöver nominatformen finns också underarten P. r. exilispica.